# Makedonien
Makedonien oder Mazedonien (griechisch Μακεδονία Makedonía; mazedonisch und serbisch Македонија Makedonija; bulgarisch Македония Makedonija; türkisch Makedonya; albanisch Maqedonia) ist ein geographisches und historisches Gebiet auf der südlichen Balkanhalbinsel.
Heute umfasst das Gebiet die Region Makedonien in Nord-Griechenland, die Republik Nordmazedonien sowie die Oblast Blagoewgrad in Südwest-Bulgarien. Weitere kleinere Teile gehören zu Süd-Kosovo, Süd-Serbien und Südost-Albanien.
Die Größe des als Makedonien bezeichneten Gebietes änderte sich mehrmals im Lauf der Geschichte, seit das antike Königreich Makedonien Gestalt annahm und expandierte. Im Mittelalter und im Osmanischen Reich war der Name Makedonien für diese Region außer Gebrauch. Erst mit dem Erstarken des Philhellenismus und des griechischen Nationalismus Mitte des 19. Jahrhunderts wurde er wiederbelebt. Er diente nun zur Bezeichnung einer geographischen Region und wurde auf Landkarten eingetragen. Das damalige Verständnis der Ausdehnung von Makedonien entsprach ungefähr dem heutigen. Die Balkankriege von 1912/13 beendeten die Herrschaft des Osmanischen Reiches und führten zur Aufteilung des Gebiets auf verschiedene Staaten.

## Geschichte

### Altertum (ca. 1400 v.Chr. bis 600 n.Chr.)

Der Stern von Vergina soll das Emblem der makedonischen Königsdynastie zur Zeit Philipps II. und Alexanders des Großen gewesen sein.

Die Frage, wie „griechisch“ die antiken Makedonen waren, hat auch heute noch politische Brisanz. Viele heutige Griechen erheben den Anspruch, Alexander der Große und die übrigen Makedonen seien Hellenen, und Makedonien sei damals wie heute ein Teil Griechenlands gewesen, weshalb die Selbstbezeichnung des modernen, slawisch geprägten Staates Nordmazedonien als Makedonien bzw. Mazedonien vielfach als Provokation empfunden wird. Dies beeinflusst auch die wissenschaftliche Diskussion.
Das Gebiet des späteren Makedonien war bereits in der Jungsteinzeit besiedelt. Einer umstrittenen Forschungsansicht zufolge sind die Makedonen gemeinsam mit den Nordwestgriechen um 1200 v. Chr. in das Gebiet eingewandert und haben sich dort angesiedelt. Einige antike Historiker beschreiben die Makedonen hingegen als eine Mischbevölkerung aus Phrygern, Thrakern und Illyrern, die nicht als ein griechischer Stamm eingewandert seien. Viele Forscher sehen die antiken Makedonen als nordgriechischen Stamm an, der sich aufgrund enger Kontakte zu Thrakern und Illyrern kulturell von den übrigen Griechen unterschied, doch wird dies nach wie vor von einer großen Minderheit bezweifelt, die darauf hinweist, dass antike Quellen bis zu Strabon die Makedonen oftmals ausdrücklich nicht als Griechen betrachteten, sondern als Barbaren (siehe unten), oder in ihrer Einordnung schwankten. Es gibt Argumente für beide Positionen: So hielt ein Autor wie Hesiod die Makedonen für einen griechischen Stamm, doch zugleich war den Makedonen bis zum Beginn des Hellenismus die Teilnahme an panhellenischen Wettkämpfen wie insbesondere den Olympischen Spielen untersagt; lediglich für die makedonische Königsdynastie der Argeaden machte man eine Ausnahme. Umgekehrt hatte noch im späten 4. Jahrhundert v. Chr. Eumenes von Kardia mit Akzeptanzproblemen bei seinen makedonischen Soldaten zu kämpfen, da sich diese nicht von einem Griechen kommandieren lassen wollten.
Auch über die makedonische Sprache gibt es unterschiedliche Auffassungen, denn die Quellenlage ist unergiebig, und vielleicht starb das Makedonische bereits in der Antike aus. Die Makedonen sprachen eine indogermanische Sprache, die wahrscheinlich zum „Westzweig“ des Balkanindogermanischen zu rechnen ist und mit dem Griechischen zumindest verwandt war. Diese Auffassung ist unter Sprach- und Geschichtswissenschaftlern – etwa Ivo Hajnal, Hermann Bengtson, Nicholas G. Hammond und Robert Malcolm Errington – die verbreitete Ansicht.
Vor dem 19. Jahrhundert gab es niemals einen griechischen Nationalstaat, sondern die durch gemeinsame Kultur, Religion und Sprache verbundene Gemeinschaft der griechischen Klein- und Stadtstaaten. Von besonderer Bedeutung war daher die bereits erwähnte Teilnahme von Angehörigen des makedonischen Königshauses an den Olympischen Spielen, die in klassischer Zeit nur Griechen gestattet war. Sie ist erstmals für König Alexander I. bezeugt, der um 500 v. Chr., noch vor seinem Regierungsantritt, als junger Mann in Olympia zugelassen wurde, da er die dortigen Priester überzeugen konnte, er sei Nachfahre von Herakles und Achilleus und daher Grieche. 408 v. Chr. siegte das Viergespann des makedonischen Königs Archelaos I. im olympischen Wagenrennen. Diese Anerkennung des Griechentums bezog sich aber, wie gesagt, ausschließlich auf die Königsfamilie, nicht auf die Makedonen als Volk. Dies verdeutlicht auch die Rede an den Makedonenkönig Philipp II., die der Athener Isokrates im Jahr 346 veröffentlichte und dem Herrscher übersandte. Darin erklärt er, Philipps Vorfahren hätten als Griechen die Herrschaft über ein nichtgriechisches Volk, die Makedonen, errungen; für dieses barbarische Volk sei eine Monarchie angemessen, von Griechen hingegen werde diese Herrschaftsform grundsätzlich nicht ertragen, denn Barbaren müsse man zwingen, Griechen hingegen überzeugen. All dies deutet darauf hin, dass die antiken Makedonen aus Sicht der Zeitgenossen eine Art „Halbbarbaren“ waren, denen man je nach Kontext und Intention ihr Griechentum absprechen konnte. Die Frage, ob die Makedonen Griechen waren, ist daher beim heutigen Forschungsstand nicht abschließend zu beantworten, auch wenn Forscher wie Hans-Ulrich Wiemer überzeugt sind, dass sie Griechen gewesen seien, denen aber besonders in athenischen Quellen (vor allem bei Demosthenes) aus politischen Gründen das Hellenentum abgesprochen worden sei.

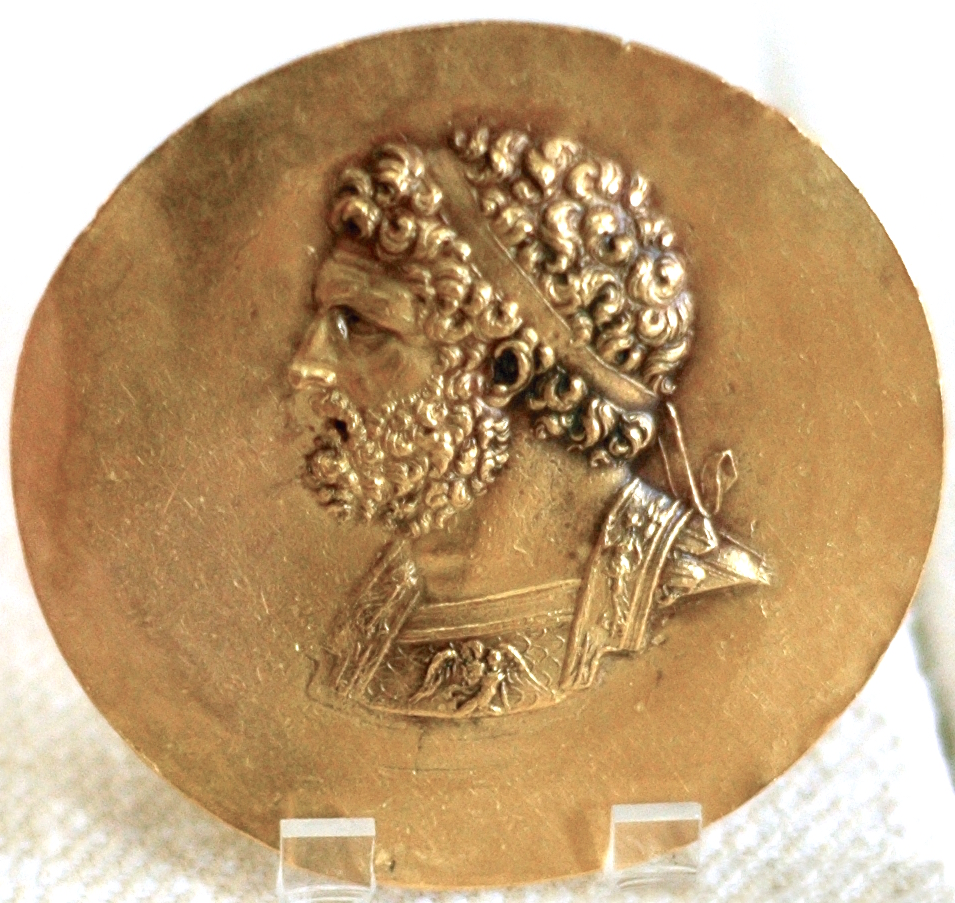
Philipp II., König Makedoniens (359–336 v. Chr.)

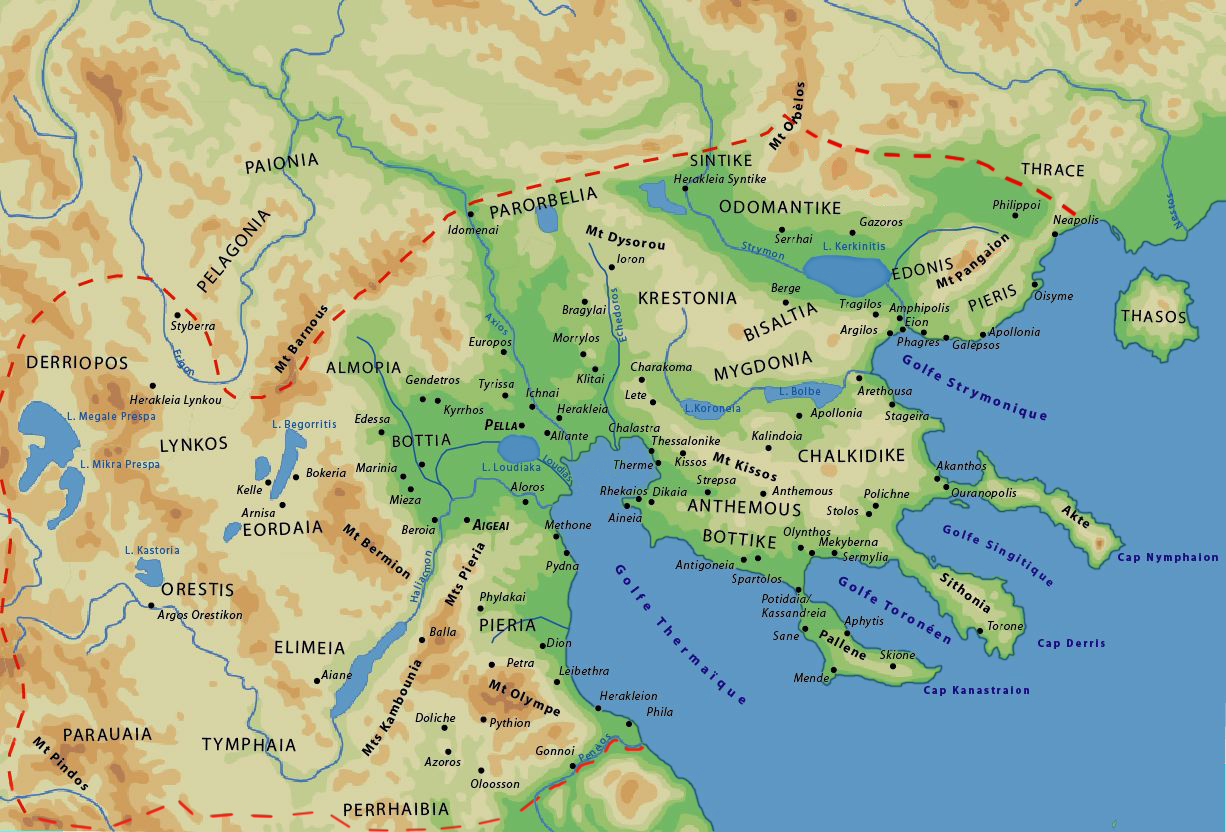
Das Makedonische Reich unter Philipp II.

Lange war Makedonien nur eine unbedeutende Region. Den Grundstein zur Großmachtstellung legte erst König Archelaos I. (413–399 v. Chr.). Unter seiner Herrschaft zog es viele griechische Gelehrte und Künstler an seinen Hof. Ein weiterer bedeutender König war Perdikkas II., ein Zeitgenosse des Thrakerkönigs Sitalkes. Zur führenden Macht im antiken Griechenland wurde Makedonien binnen weniger Jahre jedoch erst ab 356 v. Chr. durch König Philipp II. Er konnte Ober- und Niedermakedonien erstmals fest verbinden, indem er mehrere makedonische Kleinkönige unterwarf und ihre Kinder als Geiseln an seinem Hof erziehen ließ; er organisierte auch das Heer neu und begann, den makedonischen Einflussbereich durch Eroberungen und Unterwerfungen auszuweiten. Die Ausweitung des makedonischen Herrschaftsbereichs unter Philipp II. brachte das Königreich Makedonien rasch in Konflikt mit Athen, das seine Interessen im nördlichen Ägäisraum (Erzbergbau am Pangeo-Gebirge, Siedlungen und Handelsstützpunkte auf der Chalkidiki) gefährdet sah. Erschwerend kam hinzu, dass die Vorgänger Philipps II. im Peloponnesischen Krieg von 431 bis 404 v. Chr. mit dem athenischen Kriegsgegner Sparta teilweise koaliert hatten. Das Königreich Makedonien war allerdings anfangs nicht unumstrittener Herrscher in der Region. Der Chalkidikische Bund, ein griechischer Städtebund unter der Führung der Polis Olynth, konnte Anteile von Makedonien (Anthemoundas-Tal am Thermaischen Golf und Mygdonia) erobern und bedrohte zeitweilig sogar Pella, ohne dieses allerdings belagern oder angreifen zu können. Philipp II. führte aufgrund dieser Interessenkonflikte anfangs eine vorsichtige, taktierende Außenpolitik mit zum Teil wechselnden Bündnissen, die ihm im Endeffekt eine Konsolidierung und nachfolgend eine Ausdehnung seines Machtbereichs erlaubten. Der Konflikt mit Athen wurde mit der Einnahme von Amphipolis östlich des erzführenden Pangeo-Gebirges durch makedonische Truppen unter Philipp II. offensichtlich. Die Versuche Athens, vor allem des Politikers (Demagogen) Demosthenes, im Konflikt des Zweiten Olynthischen Kriegs 350 bis 348 v. Chr. zugunsten von Makedoniens Gegner, dem Chalkidikischen Bund unter der Führung von Olynth, einzugreifen, waren unzureichend und zu spät. Philipp II. zerstörte 348 v. Chr. Olynth, löste den Chalkidikischen Bund auf und hatte hiernach „den Rücken für eine Auseinandersetzung mit den griechischen Stadtstaaten frei.“
Wiederum eröffnete Philipp II. nicht direkt einen Feldzug gegen die griechischen Poleis, sondern verschaffte sich mit seinem Eingreifen in den Dritten Heiligen Krieg der delphischen Amphiktyonie, eines religiösen Bundes der griechischen Stadtstaaten, Respekt und Anerkennung sowie einen Sitz im Rat der Amphiktyonie. Den Sitz im Amphiktyonenrat mit zwei Stimmen erhielt er für sich persönlich aufgrund seiner Verdienste, nicht als Vertreter der Makedonen, die weiterhin im Unterschied zur Königsfamilie nicht als Griechen anerkannt waren. Trotz dieser Integration Philipps als „Grieche“ blieben die Spannungen zwischen ihm und Athen sowie den anderen griechischen Stadtstaaten, teilweise mit der Ausnahme von Theben, bestehen. Unter athenischer Führung erhoben sich die griechischen Stadtstaaten gegen die drohende makedonische Hegemonie über das gesamte Gebiet Griechenlands, wurden jedoch 338 v. Chr. in der Schlacht von Chaironeia von den Makedonen unter der Führung Philipps II. und seines Sohnes Alexander besiegt.
Der Makedonenkönig vereinte nun die zersplitterten und meist zerstrittenen griechischen Stadtstaaten im Korinthischen Bund auf der Basis eines Allgemeinen Friedens und schuf damit erstmals in der Geschichte ein geeintes Griechenland, mit Ausnahme nur Spartas und der griechischen Kolonien im westlichen Mittelmeer. Ungeachtet dieser Einigung schrieb der Korinthische Bund die Heeresfolge der griechischen Stadtstaaten gegenüber Philipp II. und dem Königreich Makedonien fest, was zugleich Sinnbild der makedonischen Hegemonie über die griechischen Stadtstaaten war. An der damaligen makedonischen Nordgrenze eroberte Philipp II. die Landschaft Lynkestis (entspricht der Region um die Prespaseen).
Als seit spätestens 338 v. Chr. politisch dominante Macht in ganz Griechenland prägten die Makedonen die Bezeichnung „Makedonien“ zunächst für die sich bildende staatliche Struktur. Als Bezeichnung der Landschaft blieb auch „Epeiros“ (griechisch: „Festland“) geläufig. Staatsform war die Monarchie. Der König wurde von der Heeresversammlung gewählt. Ausschlaggebend für die makedonischen (militärischen) Erfolge waren vor allem die Heeresreform Philipps II. mit der Einführung der makedonischen Phalanx-Technik sowie der Sarissa.

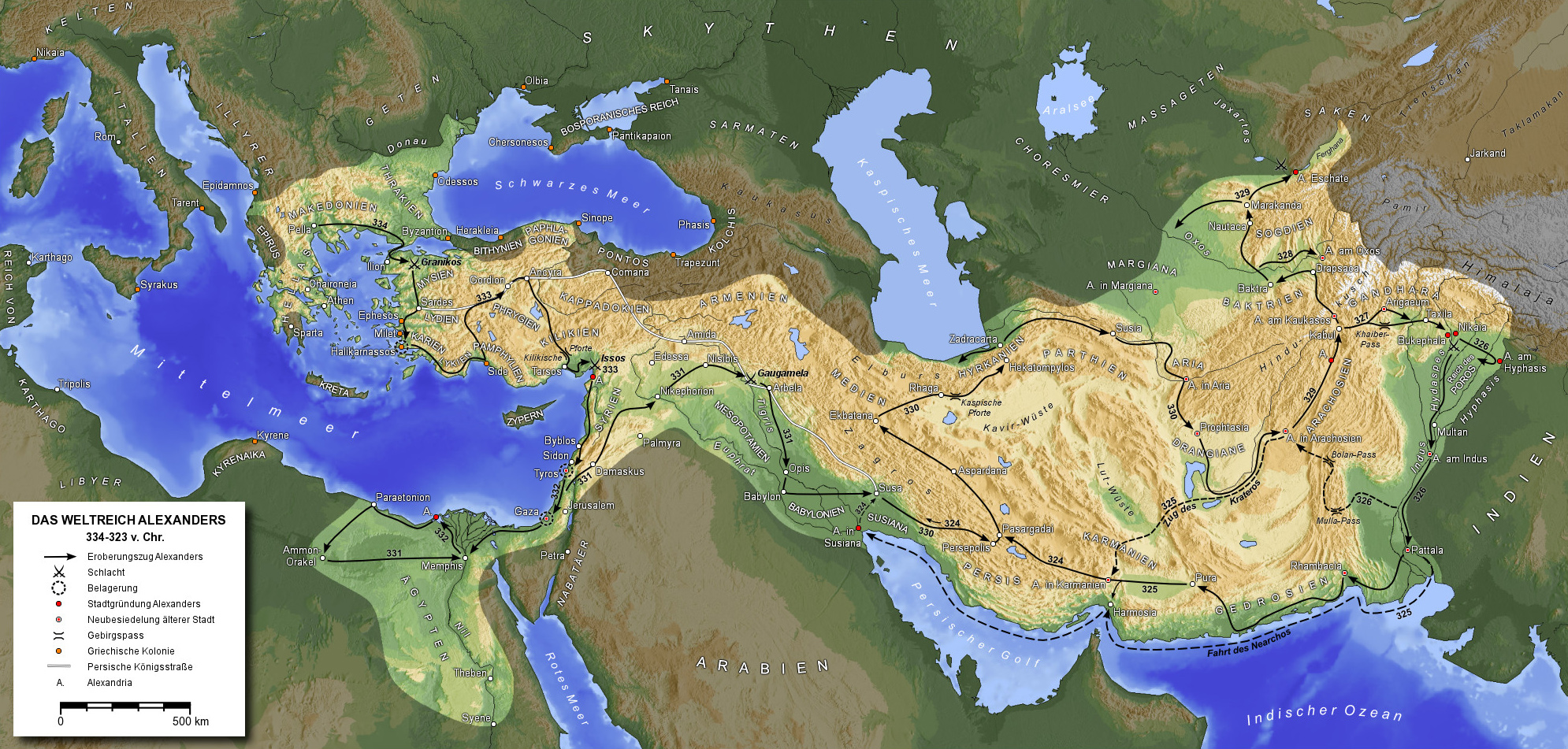
Der Feldzug Alexanders des Großen

Römische Provinzen unter Trajan (117 n. Chr.)

Unter Philipps Sohn Alexander dem Großen erreichte Makedonien den Höhepunkt seiner Macht. Unter dem Vorwand eines „Rachefeldzugs“ für den Persereinfall in Griechenland 170 Jahre zuvor führte er 334 v. Chr. ein gesamtgriechisches Heer nach Kleinasien und besiegte in drei Schlachten – am Granikos, bei Issos und Gaugamela – die Perser vernichtend. Er eroberte nacheinander Ägypten und das Persische Kernland und dehnte sein Reich bis zum Hindukusch und zum Indus aus. Damit schuf er die Voraussetzung für die Hellenisierung ganz Vorderasiens. Nach Alexanders Tod im Jahr 323 v. Chr. in Babylon zerfiel das Großreich unter den Kämpfen seiner Nachfolger, der Diadochen, die fast ausnahmslos Makedonen waren. Aus dem Alexanderreich ging in Vorderasien die Herrschaft der Seleukiden hervor, in Ägypten die der Ptolemäer. Diese makedonische Dynastie sollte das Land am Nil 300 Jahre regieren, bis zum Tod Königin Kleopatras 30 v. Chr. Die Herrschaft der ebenfalls makedonischen Seleukiden war bereits 64 v. Chr. von Pompeius beendet worden.
Das Königreich Makedonien selbst, das im Alexanderzug und in den blutigen Diadochenkriegen zahllose Männer eingebüßt hatte, verlor dagegen zunächst an Bedeutung; es kam zu Thronwirren. Im Jahre 280 v. Chr. marschierte im Rahmen der Keltischen Südwanderung eine Armee von etwa 85.000 keltischen Kriegern nach Makedonien und Zentralgriechenland. Sie ließen sich jedoch, nachdem sie 277 von Antigonos II. Gonatas besiegt worden waren, in Thrakien (Tylis) und Anatolien nieder (Galater). Antigonos II. nutzte das Prestige, das er durch seinen Keltensieg erworben hatte, und etablierte sich auf dem Thron, und die Dynastie der Antigoniden konnte Makedonien noch einmal für über ein Jahrhundert zur Vormacht über Hellas machen; ihr Machtbereich schrumpfte aber infolge dreier Makedonisch-Römischer Kriege: Der tatkräftige König Philipp V. führte die ersten beiden dieser Kriege und verlor nach dem Ende des zweiten im Jahr 196 v. Chr. die Hegemonie über Griechenland. Sein Sohn und Nachfolger Perseus war der letzte Makedonenkönig: 168 v. Chr. erzwang Rom nach einem überaus blutigen dritten Krieg das Ende des antigonidischen Königtums und die Aufteilung Makedoniens in vier selbständige Gebiete. Diese wiederum wurden 20 Jahre später als Provinz Macedonia formal ins Römische Reich eingegliedert, das nun im östlichen Mittelmeerraum zur führenden Macht aufgestiegen war. Einiges spricht dafür, dass die meisten Makedonen während dieser Jahre entweder in den Kämpfen umkamen oder das Land verließen, um sich besonders in Kleinasien, teils auch in Ägypten niederzulassen. Nach Ausweis der Inschriften, die zwischen 168 und Augustus in der Gegend gesetzt wurden, scheint zumindest die makedonische Sprache außer Gebrauch geraten zu sein, und mutmaßlich traten nun Menschen aus Thrakien, Illyrien und Griechenland an die Stelle der Makedonen. Über die Geschichte Makedoniens in dieser Zeit ist allerdings nur wenig Sicheres bekannt.
Seit der Errichtung des römischen Kaisertums durch Augustus erlebte das Gebiet einen gewissen Aufschwung. Bei der Reichsteilung von 395 n. Chr. fiel das Land an das Oströmische Reich, das kulturell und sprachlich griechisch geprägt war. Im 4. und 5. Jahrhundert fielen Hunnen und Goten plündernd in Makedonien ein, ließen sich dort jedoch nicht nieder. Mit den Slawen- und Awareneinfällen im späten 6. Jahrhundert endete in dieser Region die Spätantike.

### Makedonien im Mittelalter (582–1371)

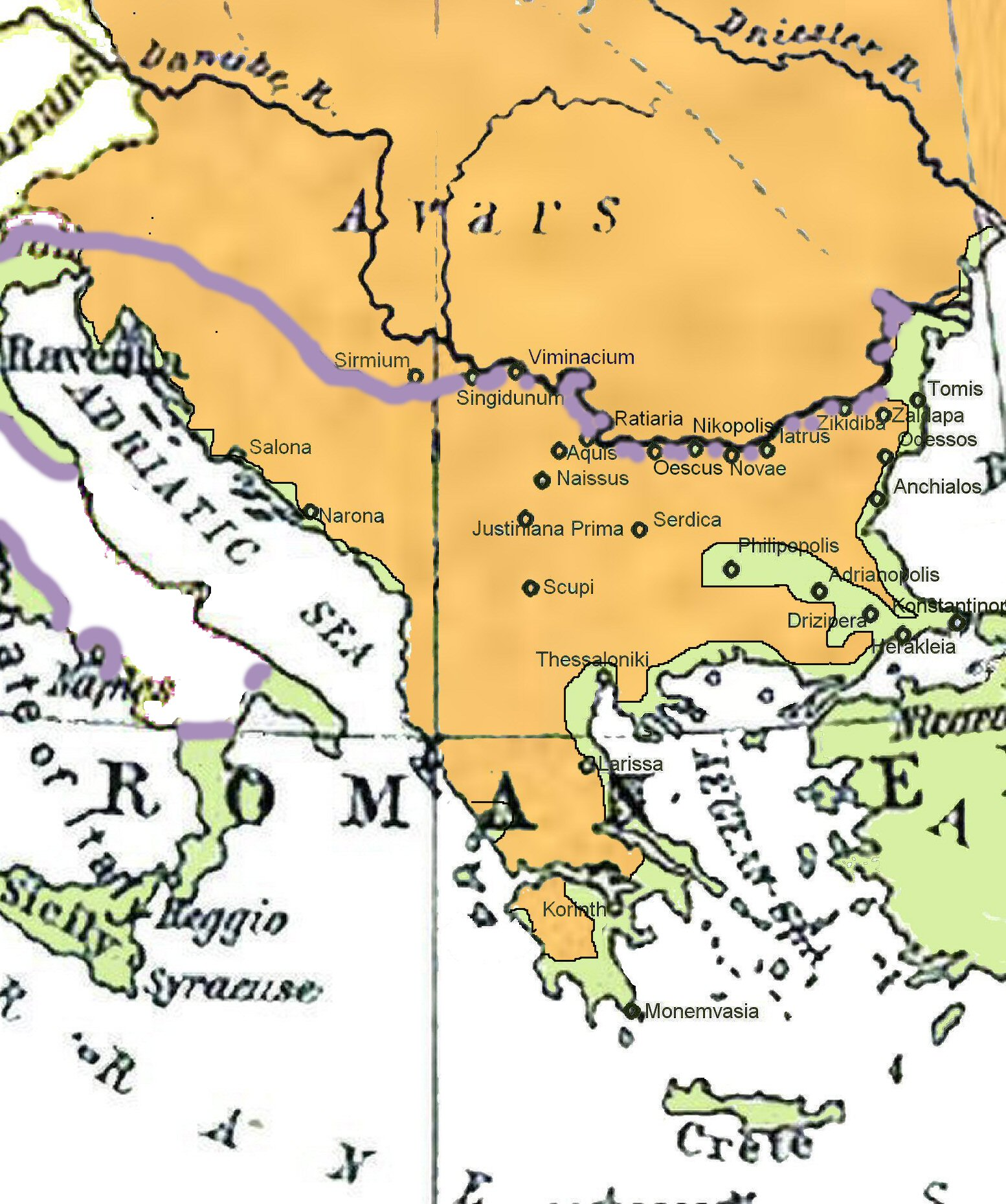
Slawische Stämme (orange) auf dem Balkan und das nominelle byzantinische Herrschaftsgebiet (lila umrandet) im 7. Jahrhundert

Seit dem 7. Jahrhundert besiedelten Slawen den Balkan, darunter auch Makedonien und große Teile Griechenlands. Dadurch kam es zu tiefgreifenden ethnischen Änderungen: Die Slawen vermengten sich mit der ortsansässigen Bevölkerung, die sich aus Paionen (protobulgarische Stämme aus Paionien unter der Führung von Kuber), antiken Makedonen und anderen ethnischen Elementen zusammensetzte. Bereits im 7. Jahrhundert war Makedonien offenbar so sehr slawisch geprägt, dass es in byzantinischen Quellen auch als Sklavinia (Σκλαυινία) bezeichnet wurde. Allerdings blieb in den Städten die byzantinische Kultur nach wie vor lange erhalten. Im oströmisch-byzantinischen Reich wurden die Slawen zu einem bedeutenden Faktor und sicherten sich ausgedehnte Siedlungsräume überwiegend im Kernland des geographischen Makedonien und Thrakien während weiterhin die Griechen traditionell bis auf einige Inseln im Binnenland an den Küsten siedelten.

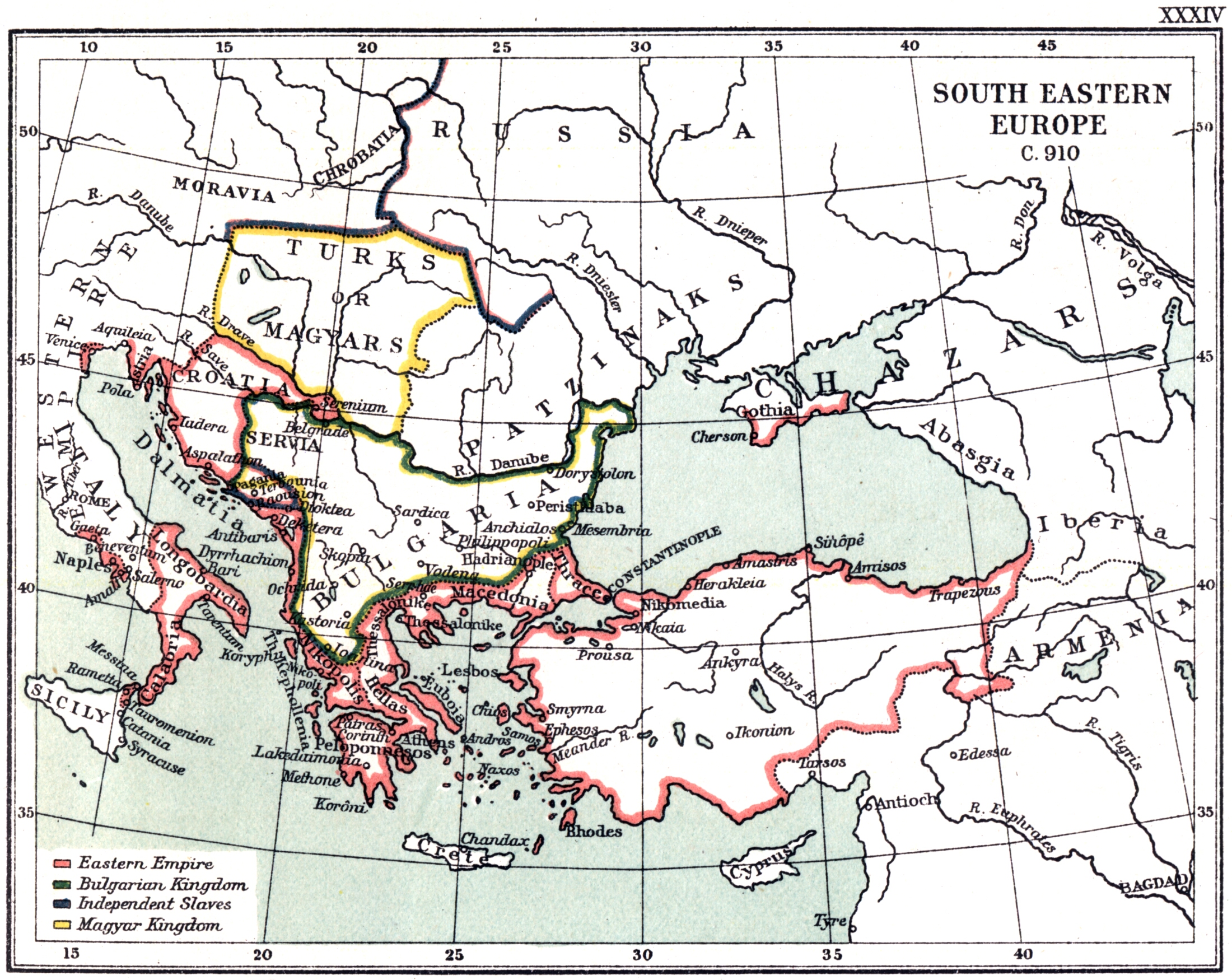
Südosteuropa und Kleinasien im Jahr 910

Seit dem 8. Jahrhundert übertrug sich die Bezeichnung Makedonien auf ein anderes, weiter östlich gelegenes geographisches Gebiet, das weder mit dem Makedonien der Antike noch mit der gegenwärtigen geographischen Bezeichnung übereinstimmte. Das mittelalterliche Makedonien umfasste damit eine andere Region, mit der Stadt Adrianopel als Zentrum, die im heutigen Thrakien lag. Erst mit dem Klassizismus und im Zuge der Unabhängigkeitsbewegungen der Balkanvölker bekam die Region ihren antiken Namen zurück, im Mittelalter war sie unter Pelagonien oder Kisinas bekannt.

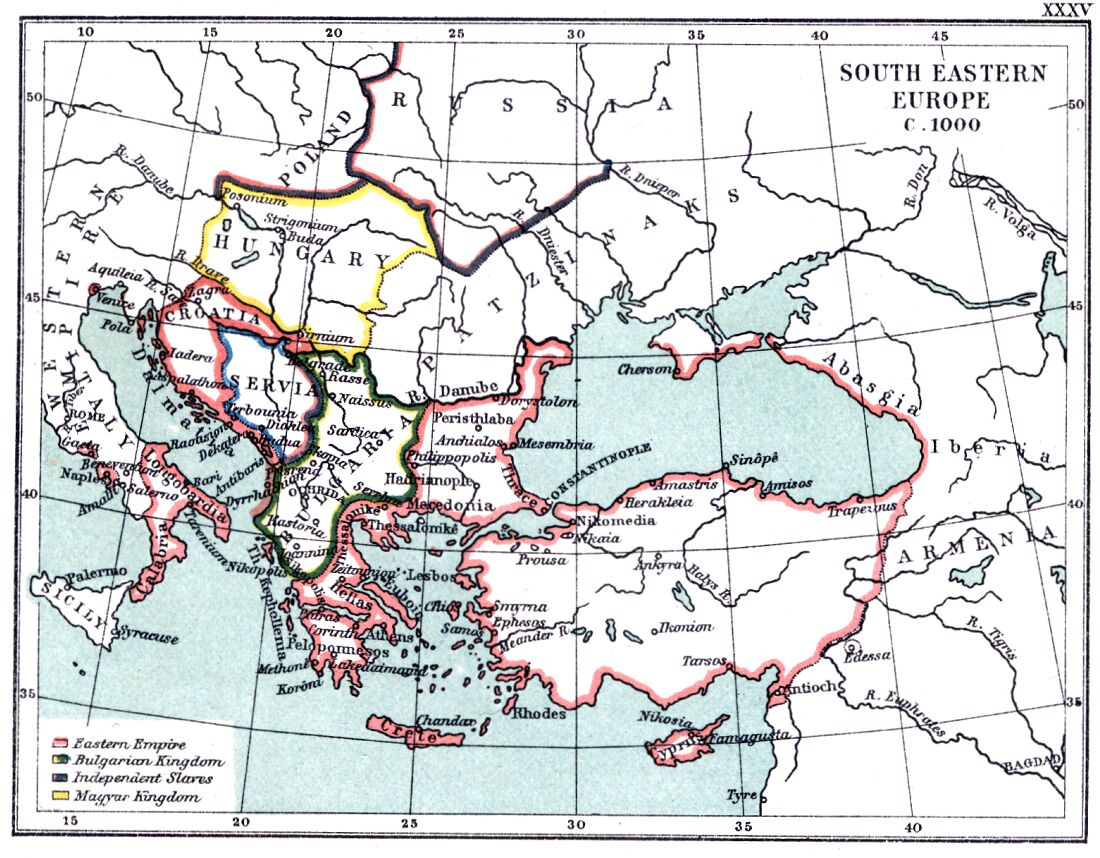
Südosteuropa und Kleinasien um 1000

Im 9. Jahrhundert geriet der größte Teil der heutigen Region Makedonien unter die Herrschaft des ersten bulgarischen Reiches mit dem Herrscher Krum Khan. 811 verlor das byzantinische Reich die Schlacht am Warbiza-Pass gegen das erste bulgarische Reich. 813 wiederholte sich die byzantinische Niederlage gegen das erste bulgarische Reich in der Schlacht von Adrianopel. Der byzantinische Machtbereich schrumpfte nachfolgend zugunsten des bulgarischen; vor allem Thrakien und Makedonien kamen unter die Kontrolle des bulgarischen Reiches mit seinen Herrschern Presian I. (836–852), Boris I. (852–889), Simeon I. (893–927) und Peter I. (927–969). Um diese Zeit fand eine Christianisierung der Bevölkerung statt, sowie die Verbreitung von slawischer Literatur, die in glagolitischer und kyrillischer Schrift verfasst wurde. Nach dem Tod von Zar Peter 969 zeigte das erste bulgarische Reich Zerfallserscheinungen. Das byzantinische Reich unter Kaiser Basileios II. (bulgarisch Wasilij II.) Bulgarroktonos (der „Bulgarentöter“) konnte in der Schlacht von Kleidion am 29. Juli 1014 die Bulgaren unter Zar Samuil besiegen.
Nachfolgend wurde die heutige Region Makedonien nach einem Jahrhundert wieder in das Byzantinische Reich eingegliedert. 1185 unternahmen Normannen eine Belagerung von Thessaloniki, nachdem sie aus Italien angekommen an der heutigen albanischen Küste bei Durres gelandet waren. 1204 fiel im vierten Kreuzzug die byzantinische Hauptstadt Konstantinopel an die Kreuzfahrer, die nachfolgend Kreuzfahrerstaaten errichteten. Die südlichen Teile der geographischen Region wurden dabei unter die Kontrolle des Königreich Thessaloniki mit seinem König Bonifatius von Montferrat gestellt. Direkt nach der Etablierung der lateinischen Kaiser- und Königreiche kam es zu bewaffneten Auseinandersetzungen zwischen den lateinischen Staaten und dem Bulgarischen Reich. 1205 unterlag das Lateinische Kaiserreich von Byzanz den Bulgaren unter Zar Kalojan in der Schlacht von Adrianopel und verlor seinen Kaiser Balduin in bulgarischer Gefangenschaft.

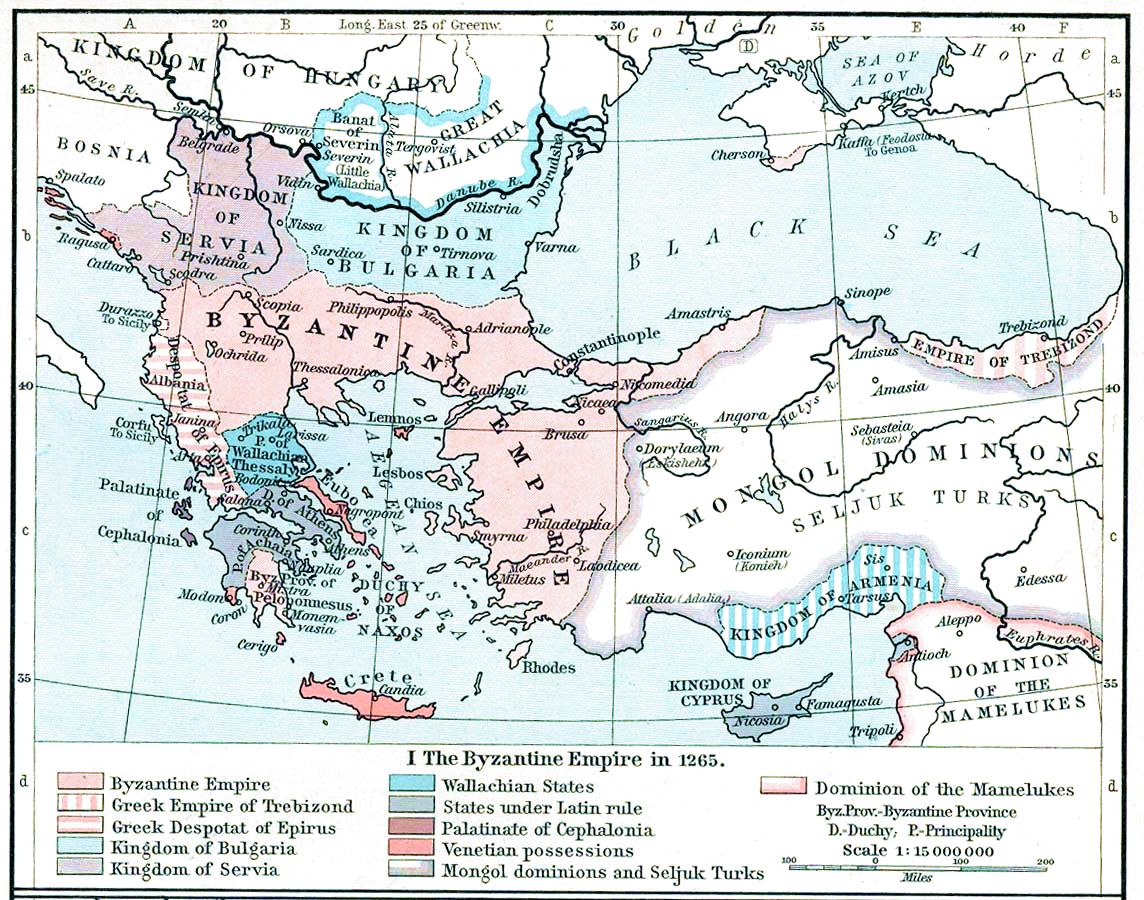
Südosteuropa und Kleinasien 1265

Dem zweiten bulgarischen Reich gelang damit die Etablierung einer Kontrolle über weite Teile insbesondere des Nordens der heutigen Region Makedonien (und Thrakien). 1207 starb der König von Thessaloniki Bonifatius von Montferrat in einem Gefecht mit bulgarischen Truppen; im selben Jahr starb der bulgarische Zar Kalojan bei der Belagerung von Thessaloniki. Nachfolgend schrumpfte das Herrschaftsgebiet des Königreichs Thessaloniki in Norden und Nordosten unter Druck des bulgarischen Reiches sowie im Südwesten und Westen durch Druck des Despotats Epirus. 1224 wurde der südliche Teil des antiken Makedonien durch das Despotat Epirus mit der Einnahme der Stadt Thessaloniki erobert. Das expandierende Despotat Epirus geriet daraufhin in Konflikt mit dem ebenfalls expandierenden bulgarischen Reich.

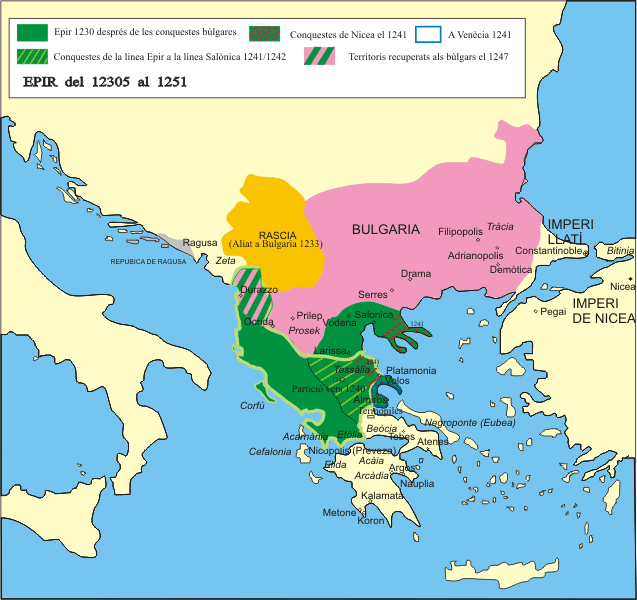
Balkanhalbinsel mit Makedonien in den Jahren 1230 bis 1251

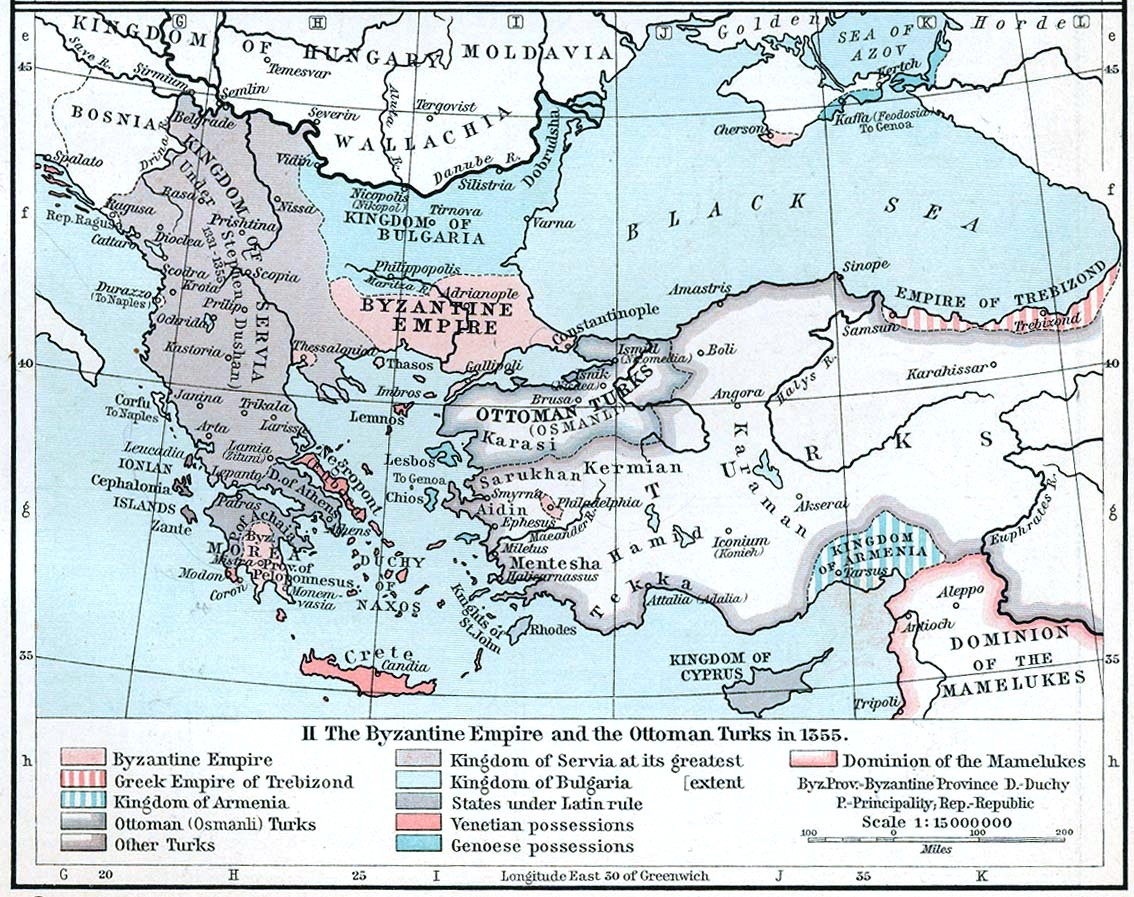
Südosteuropa und Kleinasien 1355

Mit der für die Bulgaren und das zweite bulgarische Reich unter Zar Iwan Assen II. siegreichen Schlacht von Klokotniza 1230 wurde geographische Region Makedonien unter die Kontrolle des zweiten bulgarischen Reiches gestellt. 1259 fielen mit der Schlacht von Pelagonien die südlichen Anteile der geographischen Region Pelagonien wieder an das byzantinische Reich. 1321 brach im byzantinischen Reich ein Bürgerkrieg aus, der auch den Süden der Region Makedonien betraf. Im Zuge dieses Bürgerkriegs wurden landwirtschaftliche Betriebe und Besitzungen zerstört. 1330 führte der bulgarische Herrscher Michail Schischman Assen einen Feldzug gegen Nordostmakedonien, der gegen den serbischen König gerichtet war, scheiterte jedoch in der Schlacht bei Welbaschd. Die bereits im byzantinischen Bürgerkrieg sichtbar gewordenen Unruhen setzten sich mit Aufständen in den Städten Pelagoniens fort. Der prominenteste dieser Aufstände war die Zeloten-Herrschaft in Thessaloniki von 1342 bis 1349, der zur weitgehenden Entmachtung des byzantinischen Adels und Klerus in Thessaloniki führte.
Mitte des 14. Jahrhunderts bis 1355 eroberte das serbische Königreich unter Stefan Uroš IV. Dušan die gesamte heutige Region Makedonien mit Ausnahme von Thessaloniki und seiner unmittelbaren Umgebung und darüber hinaus weite Teile des griechischen Festlandes. Nach dessen Tod 1355 konnte sich die serbische Kontrolle nicht halten, und die Gebiete einschließlich der antiken Region Makedonien gelangten für kurze Zeit erneut unter byzantinische Herrschaft.

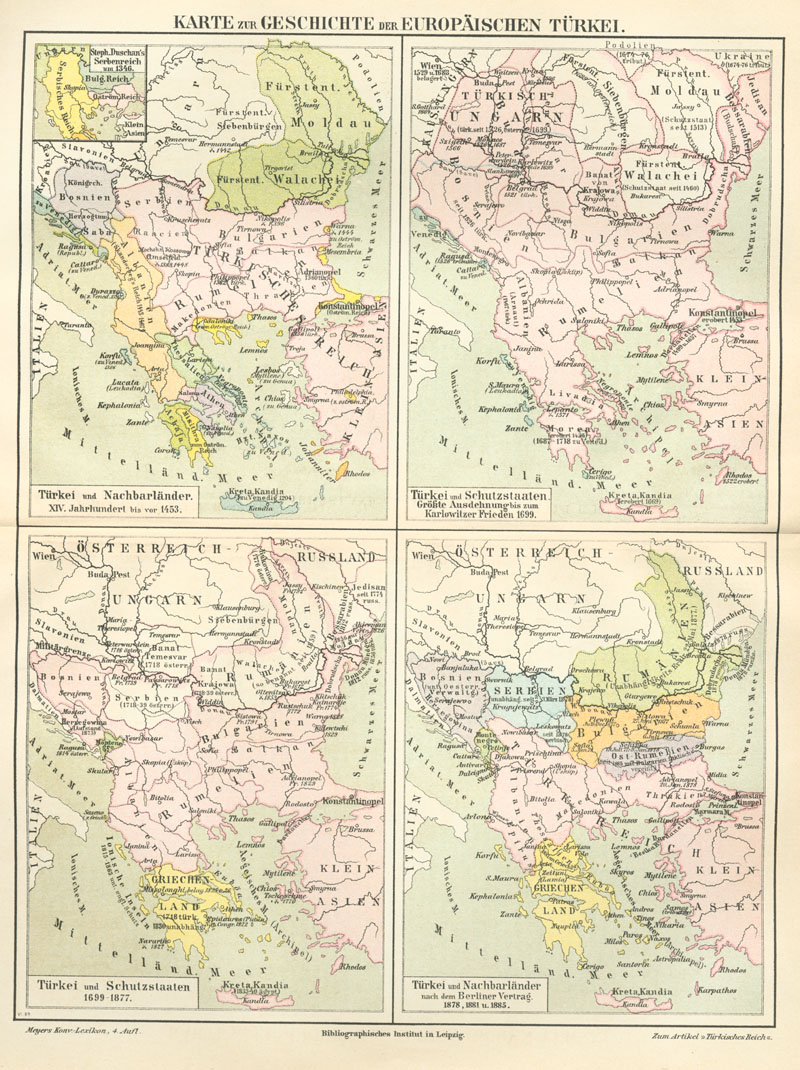
Balkanhalbinsel in den Jahren 1453 bis 1888

### Makedonien als Teil des Osmanischen Reichs (1371–1912)

#### Eroberung durch das Osmanische Reich
Die geographische Region Makedonien wurde ab 1371 schrittweise durch das Osmanische Reich erobert. 1369 machte das Osmanische Reich unter Sultan Murat I. Adrianopel zu seiner Hauptstadt. 1371 unterlag eine kombiniert serbisch-bulgarische Streitmacht unter den serbischen Teilkönigen Jovan Uglješ und Vukašin Mrnjavčević (Region Serres und Region Prilep) dem osmanischen Heer in der Schlacht an der Maritza. Nach diesem Sieg erweiterten die Osmanen ihr Herrschaftsgebiet kontinuierlich nach Westen und bekamen somit auch die Region Makedonien unter Kontrolle. 1387 fiel die Stadt Thessaloniki an die Osmanen. 1389 kam es zur Schlacht auf dem Amselfeld, die das osmanische Reich erneut gewann und damit seine Herrschaft in der Region Makedonien konsolidierte. Die Besetzung von Skopje erfolgte 1392.
Sowohl Bulgarien als auch das Byzantinische Reich konnten der osmanischen Expansion nichts entgegensetzen. 1402 konnte Kaiser Manuel II. durch geschicktes Lavieren im nach der türkischen Niederlage gegen die Mongolen ausgebrochenen osmanischen Interregnum Thessaloniki auf diplomatischem Wege zurückgewinnen, der byzantinische Herrschaftsbereich blieb aber auf die Stadt und ihre unmittelbare Umgebung (Halbinsel Kassandra und westliche Chalkidiki) beschränkt. Bereits 1423 erlaubten die Byzantiner die Stationierung einer venezianischen Garnison in Thessaloniki und auf Kassandra. Die Zuhilfenahme venezianischer Truppen konnte die osmanische Expansion nicht aufhalten: 1430 wurde Thessaloniki und die venezianische Besitzung auf Kassandra von den Osmanen erobert. Die gesamte geographische Region Makedonien war damit unter Kontrolle des osmanischen Reiches und verblieb dort für knapp 500 Jahre bis 1912.

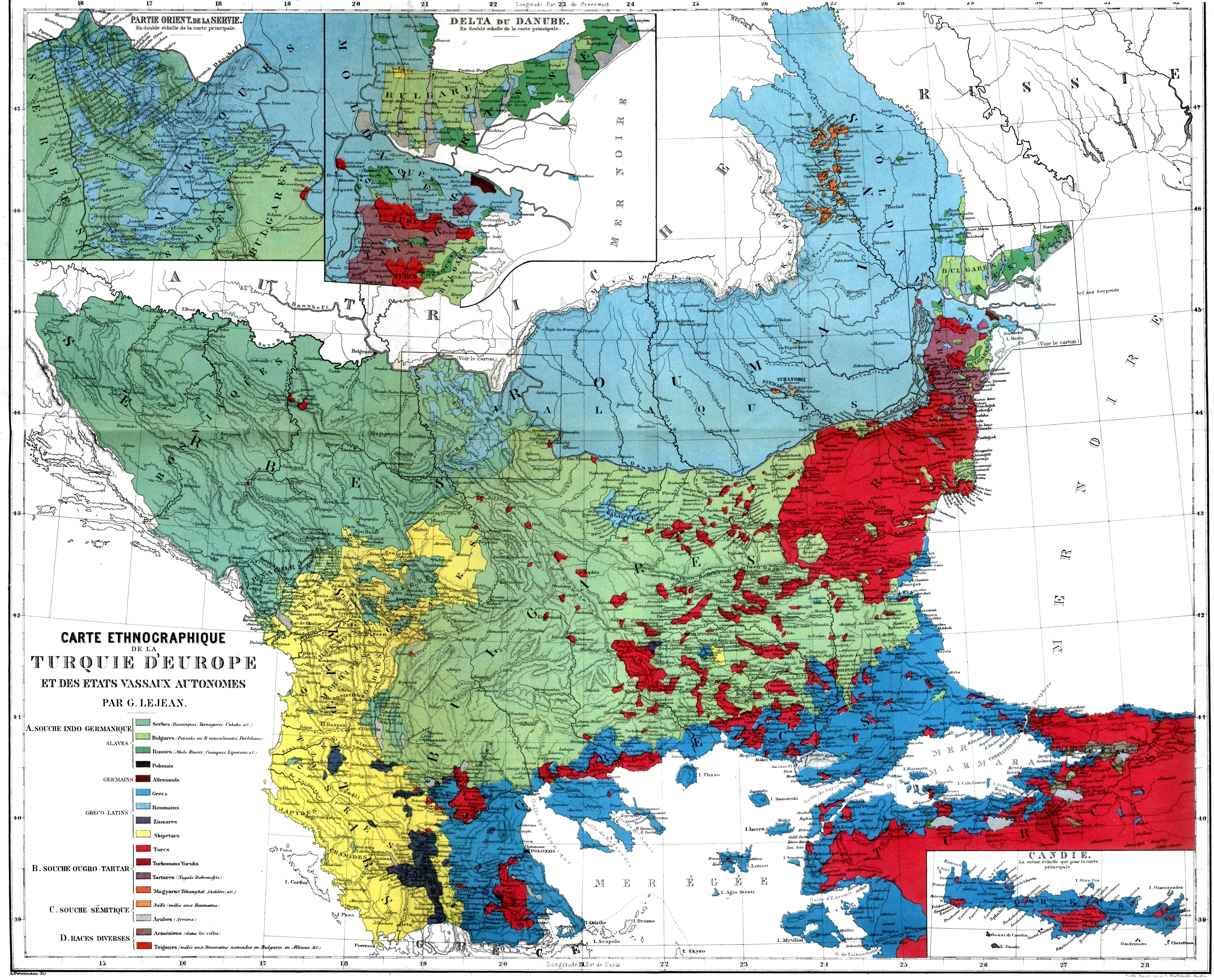
Ethnographische Karte des Balkans nach Guillaume Lejeans Ethnographie de la Turquie d'Europe (1861)

#### Autonomiebestrebungen
Während der türkischen Herrschaft gab es gemeinsame Bestrebungen der Bulgaren, Serben und Griechen, sich vom Osmanischen Reich zu lösen. Nach der Befreiung Südgriechenlands und der Proklamation des griechischen Staates 1829 folgten viele Griechen der sogenannten Megali Idea (gr. Μεγάλη Ιδέα „große Idee“), die das Ziel setzte, die restlichen griechischen Gebiete vom osmanischen Joch zu befreien und einen griechischen Staat mit der Hauptstadt Konstantinopel zu schaffen. In Makedonien wiederum liegen die Anfänge der Bulgarischen Nationalen Wiedergeburt, einer Periode des sozio-ökonomischen Wachstums und der nationalen Einigung des bulgarischen Volkes.
1864 gliederte sich die geographische Region Makedonien in sechs Verwaltungsbezirke (Vilâyet) des osmanischen Reiches. Die Vilâyets in der geographischen Region Makedonien und deren respektive Hauptstädte (in Klammern) waren Edirne (Edirne), Selanik (Thessaloniki), Manastır (Bitola), Yanya (Ioannina), İşkodra (Shkodra) und Kosova (Skopje). Eine Verwaltungsregion Makedonien oder Mazedonien bestand dabei für das osmanische Reich bis 1903 weder direkt noch indirekt. Ab 1903 wurde vom osmanischen Reich im Zuge der osmanischen wie auch internationalen Reformbemühungen (beispielsweise Mürzsteger Programm) von den vilayat-i selase, den drei Vilayets, gesprochen, welche sich auf dem Gebiet der geographischen Region Makedonien befanden. Für Bulgarien beendete der Vorfrieden von San Stefano 1878 die türkische Herrschaft. Makedonien jedoch wurde von den Großmächten auf dem im selben Jahr stattfindenden Berliner Kongress dem Osmanischen Reich zugesprochen.
Zwischen 1872 und 1912 bauten sich zwischen den Bevölkerungsgruppen der geographischen Region Makedonien zunehmend Spannungen auf. Ein Spannungsfeld war dabei der Schulkampf zwischen griechisch-orthodoxem Patriarchat in Konstantinopel, der serbischen Schulbehörde und dem bulgarischen Exarchat. Oswald Spengler bemerkte hierzu 1922 in seinem Werk Untergang des Abendlandes:

„In Makedonien haben Serben, Bulgaren und Griechen im 19. Jahrhundert christliche Schulen für die türkenfeindliche Bevölkerung gegründet. Wenn in einem Dorfe zufällig serbisch unterrichtet wurde, so bestand schon die folgende Generation aus fanatischen Serben. Die heutige Stärke der ‚Nationen‘ ist also lediglich die Folge der früheren Schulpolitik.“

1893 entstand in Thessaloniki die bulgarische Freiheitsbewegung BMORK (Bulgarische Makedonisch-Adrianopeler Revolutionäre Komitees). Nach mehreren Attentaten organisierten sie 1903 den Ilinden-Aufstand gegen die Türken. Der Aufstand führte zu den Gründungen der Republik Kruševo in Makedonien und der Strandscha-Republik im türkischen Vilâyet Edirne, die beide nur jedoch kurze Zeit bestanden.

### Aufteilung der Region

Das Osmanische Reich um 1900

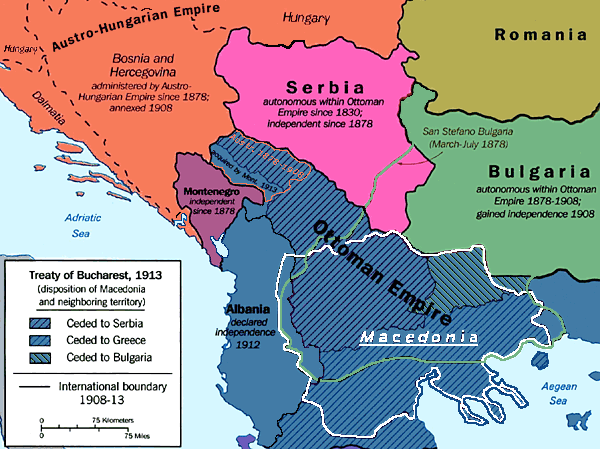
Makedonien im Jahr 1913

1912/13 führte der Balkanbund (Königreich Serbien, Zarentum Bulgarien, Königreich Griechenland und Königreich Montenegro) Krieg gegen das Osmanische Reich um Makedonien und Thrakien (Erster Balkankrieg). Das Osmanische Reich musste seine europäischen Besitzungen zum größten Teil aufgeben. Danach entzündete sich der Streit um die Aufteilung der eroberten Gebiete. Dies führte noch 1913 zum Zweiten Balkankrieg, aus dem Bulgarien als Verlierer hervorging.
Der größte Teil der historischen Region Makedonien fiel danach an Griechenland (Griechisch-Makedonien oder „Ägäis-Makedonien“/Makedonia) und Serbien („Vardar-Makedonien“/Süd-Serbien). Der nordöstliche Teil kam an Bulgarien („Pirin-Makedonien“/Blagoewgrad) und ein kleiner Teil im Nordwesten an Albanien (Mala Prespa).
Im Ersten Weltkrieg wurde das Gebiet des heutigen Makedonien erneut an Bulgarien angeschlossen. 1919 verlor Bulgarien die eroberten Gebiete aber wieder und die Grenzen von 1913 wurden wiederhergestellt. Serbien wurde 1918 Teil des Königreichs der Serben, Kroaten und Slowenen (ab 1929 Königreich Jugoslawien). Im serbischen Teil des neuen Königreichs wurden die Slawen Makedoniens von den Behörden als Süd-Serben (ab 1929 Vardarska banovina) betrachtet.
Der an Griechenland gefallene Teil Makedoniens war einer griechischen Erhebung im Jahre 1913 zufolge von 528.000 (44,2 %) Griechen, 465.000 (38,9 %) Muslimen, 104.000 (8,7 %) Bulgaren und 98.000 (8,2 %) Juden bewohnt. Während und nach dem Griechisch-Türkischen Krieg (1919–1922) fand ein Bevölkerungsaustausch zwischen Griechenland und der Türkei statt. 350.000 vorwiegend türkische Muslime wurden aus Griechenland vertrieben und 565.000 griechische Flüchtlinge aus der heutigen Türkei, ebenso aus Konstantinopel und Smyrna wie aus der Pontos-Region, angesiedelt. 1923 wurden die Vertreibungen im Vertrag von Lausanne nachträglich legalisiert und fortgesetzt. Außerdem wurden 86.000 Bulgaren von Griechenland nach Bulgarien umgesiedelt. Infolgedessen ist der griechische Teil Makedoniens heute überwiegend griechisch bevölkert. Mit dem Ziel eines sprachlich homogenen Nationalstaates wurde die Hellenisierung durch Umsiedlung und Assimilation, teilweise auch gewaltsam angestrebt. Slawische Ortsnamen wurden durch griechische ersetzt, und bis Ende der 1940er Jahre wurde die Pflege des slawischen Idioms zum Teil erschwert, wobei dessen Sprecher oft Repressalien seitens der staatlichen Behörden ausgesetzt waren.
Als der Jugoslawische Putsch vom März 1941 den Balkanfeldzug der Wehrmacht nach sich zog, ordnete Hitler die Überlassung der Verwaltung großer Teile Westthrakiens und Makedoniens an Bulgarien an. Ab Ende April 1941 stand der nördliche Teil Makedoniens wieder unter bulgarischer Administration, wie schon im Ersten Weltkrieg; ein kleiner Teil war von deutschen Truppen besetzt. 1944 wurden die Vorkriegsgrenzen wiederhergestellt und die slawischen Makedonier vom sozialistischen Jugoslawien zum Staatsvolk erklärt.

### Nach dem Zweiten Weltkrieg

#### Die Region im Kalten Krieg
In Vardar-Makedonien setzte nach der Anerkennung als jugoslawische Teilrepublik samt Anerkennung einer (slawo-)makedonischen Nation eine Phase der politischen Stabilität ein. Gleichsinniges kann für Pirin-Makedonien angenommen werden. Trotz dieser „inneren“ Befriedung war die Region nicht spannungsfrei, sondern wurde gegenteilig einer der ersten Schauplätze des Kalten Krieges und fortgesetzter politischer Auseinandersetzungen, welche erneut von nationalistischen Strömungen und Einflüssen befördert wurden. Tito hatte Pläne für ein vereintes kommunistisches Groß-Makedonien, entweder unabhängig oder unter jugoslawischer Ägide oder als Teil einer Balkanunion, vorgebracht. Erfolgreich waren diese Pläne nicht; zum einen entstand zwischen Bulgarien und Jugoslawien trotz kommunistischer Führung in beiden Staaten ein unveränderter Gegensatz hinsichtlich der Anschauung einer Nation Makedonien bzw. Slawomakedonien. Die bulgarischen Kommunisten negierten die Existenz einer solchen, Tito erkannte sie ausdrücklich an. Trotz des bis 1948 noch vorhandenen Einflusses der Komintern-Zentrale in Moskau war eine Verständigung nicht möglich. Der Gegensatz zwischen Bulgarien und Jugoslawien wurde durch den Austritt Jugoslawiens aus der Komintern 1948 (Titos Bruch mit Stalin) verschärft. Zwar gewann Tito hierdurch politischen Handlungsspielraum, sodass er das Stalin-Churchill-Übereinkommen bezüglich der sowjetisch-britischen Interessenssphären auf dem Balkan von 1944 ignorieren konnte. Allerdings fehlte ihm die Unterstützung einer Siegermacht und späteren Supermacht. Die nach dem Bruch erfolgte Annäherung Jugoslawiens an die USA brachte Tito in Konflikt mit dem seit 1946 tobenden griechischen Bürgerkrieg, wo die USA sich ab 1947 aufseiten der rechtsgerichteten griechischen Regierung massiv engagierten.
Der griechische Bürgerkrieg hatte Ende März 1946 begonnen. Die kommunistisch kontrollierten Rebellen der Demokratischen Armee Griechenlands (DSE) kämpften gegen die rechtsgerichtete Zentralregierung in Athen, welche 1946 und 1947 von Großbritannien, ab März 1947 im Rahmen der Truman-Doktrin von den USA unterstützt wurde. Die Kommunistische Partei Griechenlands hatte nicht ohne innere Auseinandersetzungen eine Autonomie oder auch eine Unabhängigkeit der geographischen Region Makedonien als politischen Programmpunkt vertreten (zugleich auch Komintern-Standpunkt), was ihr in einem substantiellen Teil der griechischen Bevölkerung viele Sympathien kostete. Im Sinne dieser Programmatik fochten aufseiten der DSE auch (slawo-)makedonische Rebellen in einer separaten Organisation, der Nationalen Volksbefreiungsfront (NOF) gegen die griechische Zentralregierung. Die DSE-Rebellen hatten sowohl in Jugoslawien als auch in Albanien operative Stützpunkte und Rückzugsgebiete, welche nicht in unmittelbarer Reichweite der griechischen Streitkräfte lagen. Selbst Hinweise von Untersuchungskommissionen der Vereinten Nationen auf die Unterstützung der DSE von Albanien und Jugoslawien aus wurden durch den immer schärfer werdenden Ost-West-Gegensatz im UN-Sicherheitsrat und in der UN-Vollversammlung quasi neutralisiert oder selbst zum Streitpunkt. Der Bruch Titos mit Stalin 1948 leitete als einer der Faktoren die Niederlage der DSE – und damit auch die Niederlage der NOF – ein. Albanien gewährte 1949 den DSE-Rebellen zwar Zuflucht, aber keine aktive Unterstützung, so dass die DSE Ende September 1949 den griechischen Regierungstruppen endgültig unterlag. Damit waren die Chancen der NOF eine (slawo-)makedonische Autonomie oder gar Unabhängigkeit auf griechischem Territorium zu bewirken vergangen. Als Folge des griechischen Bürgerkrieges flüchteten sowohl ethnisch griechische DSE-Rebellen als auch ethnische (Slawo-)Makedonier nach Jugoslawien, Albanien und weiter in die Ostblockstaaten. Auch wurden – teils mit, teils auch ohne Zustimmung der Eltern – Kinder in die Ostblockstaaten geführt (deca begalci). Insbesondere in Bitola, Gevgelija und Titov Veles entstanden so beachtliche Gemeinden teils geflohener, teils vertriebener Griechen und slawischer Makedonier.
Innerhalb der SFR Jugoslawien gehörte Mazedonien zu den wirtschaftlich rückständigsten Gebieten, mit einer Wirtschaftskraft von weniger als 75 % des gesamtjugoslawischen Durchschnitts. Eine große Rolle spielte die Landwirtschaft, insbesondere der großflächige Tabak- und Baumwollanbau. Die Industrie der rohstoffarmen Republik war nur gering entwickelt und war in erster Linie auf Stahl und Textilerzeugnisse konzentriert.
In Griechenland waren die Folgen von Zweitem Weltkrieg und anschließendem Bürgerkrieg für die Situation in den Verwaltungsregionen des griechischen Makedoniens erheblich. Eine deutliche Abwanderungswelle setzte in den 1950er und 1960er Jahren der Bevölkerungsdichte vor allem in Westmakedonien zu. Die (Slawo-)Makedonier verließen Westmakedonien infolge der Verneinung kultureller Rechte und wegen der prekären wirtschaftlichen Verhältnisse. Auch viele ethnische Griechen wanderten aus wirtschaftlichen Gründen ab. Die griechischen Nachkriegsregierungen ab 1950 akzeptierten die Existenz einer (slawo-)makedonischen Minderheit nicht; die Ausübung entsprechender Rechte bezüglich Sprache, Bekleidung öffentlicher Ämter und ggf. Schulbildung wurde verweigert, auch mit strafrechtlichen Sanktionen. Einen Höhepunkt fand diese Politik in den Jahren der griechischen Militärdiktatur von 1967 bis 1974. Zwischenzeitlich gab es allerdings auch erhebliche Entspannungsbemühungen wie einen Vertrag zum unbürokratischen kleinen Grenzverkehr zwischen Nordgriechenland und der jugoslawischen Teilrepublik Mazedonien. Seit 1974 hat sich die Situation der (slawo-)makedonischen Minderheit verbessert, bietet Menschenrechtsorganisationen aber noch genug Kritikpunkte. Eine Anerkennung seitens des griechischen Staates hat weiterhin nicht stattgefunden; vielmehr wird von slawophonen Griechen gesprochen.
Der Kalte Krieg und der hierdurch mitten durch die geographische Region Makedonien verlaufende eiserne Vorhang hatten auf das Konfliktpotential in der geographischen Region eine unbestreitbar stabilisierende Wirkung. Während bis 1950 wiederholt Kriege und Aufstände die geographische Region betrafen, herrschte seit 1950 zumindest dahingehend Frieden, dass die Konflikte nicht mit Waffengewalt ausgefochten wurden. Die Konflikte bestanden aber unvermindert weiter. Bulgarien weigerte sich, eine (slawo-)makedonische Nation anzuerkennen, was zwischen 1952 und 1967 zu einer scharfen diplomatischen Auseinandersetzung mit Jugoslawien führte, welche genau diese (slawo-)makedonische Nation ausdrücklich anerkannt hatte. Jugoslawien wiederum bemühte sich um die (slawo-)makedonische Minderheit in Nordwestgriechenland, was seitens Griechenlands nicht als kulturelle Fürsorge, sondern als Vorbereitung zu einem hegemonialen Anspruch auf Bestandteile des griechischen Staates mit verschwindend kleiner oder gar keiner (slawo-)makedonischen Minderheit angesehen wurde – vor allem den territorialen Anspruch auf die Stadt Thessaloniki und ihre Umgebung. Griechenland reagierte auf solche möglicherweise expansiven Ambitionen, indem es versuchte, der möglichen jugoslawischen Argumentation den Boden zu entziehen: es gebe keine (slawo-)makedonische Minderheit in Nordwestgriechenland. Der Gegensatz zwischen Bulgarien und Griechenland, was die (slawo-)makedonische Minderheit in Nordwestgriechenland als bulgarisch betrachtete, war mit dieser Argumentationslinie ebenfalls antagonisiert.

#### Anerkennung der mazedonischen Nation in Jugoslawien
Inwieweit diese Anerkennung als Nation oder Ethnie eine kontinuierliche Entwicklung seit dem 19. Jahrhundert oder ein durch den jugoslawischen Staatschef Josip Broz Tito forciertes „Nation-Building“ war, ist Gegenstand sowohl historischer als auch politischer Auseinandersetzungen. Eine Sichtweise betont eine kontinuierliche Entwicklung eines makedonischen (oder slawo-makedonischen) Nationalbewusstseins seit dem 19. Jahrhundert. Als Hinweis auf eine kontinuierliche Entwicklung wird teils die 1893 gegründete Organisation Bulgarische Makedonisch-Adrianopeler Revolutionäre Komitees (kurz BMORK) gewertet, aus der 1919 die Innere Makedonische Revolutionäre Organisation (VMRO) hervorging. Sie kämpfte mit Waffengewalt gegen die osmanische Besatzungsmacht und strebte ein von den Osmanen befreites Makedonien an. Ein zwischenzeitlicher Höhepunkt dieser Entwicklung fand 1903 im Ilinden-Aufstand (auch Ilinden-Preobraschenie-Aufstand) seinen Ausdruck: eine kurzzeitig existierende Republik von Kruševo auf dem Gebiet der heutigen Republik Nordmazedonien wird als deren historischer Vorläuferstaat angesehen. Der im gleichen Zeitraum stattfindende Aufstand führte jedoch auch zu der ebenfalls kurzlebigen Strandscha-Republik im Vilâyet Edirne in Ostthrakien (heute Südbulgarien bzw. europäische Türkei), die ohne Nachwirkung auf die Genese einer etwa ,umfassenden‘ makedonischen Nation blieb. Der Aufstand wurde von den osmanischen Truppen sowohl im Westen (Kruševo) als auch im Osten (Adrianopel) niedergeschlagen.
Die Identifikation der Slawo-Makedonier vor 1900 wird auch dadurch erschwert, dass vermeintlich neutrale Quellen wie Reiseberichte die slawische Bevölkerung als eine Gruppe zusammenfasste (vergleiche Ami Boué, der in seinem Reisebericht La Turquie d’Europe von 1840 alle Slawen Bulgariens, „Moesiens“, Makedoniens und Thrakiens als Bulgaren bezeichnet). Alternativ kam die osmanische Sichtweise zur Geltung, die bis 1876 nach Religionen unterschied (und damit slawische und griechische Orthodoxe in einer Kategorie subsumierte) und nach 1876 lediglich zwischen bulgarisch-orthodoxen und griechisch-orthodoxen Christen unterschied. Eine (slawo-)makedonische orthodoxe Kirche, die erst im Jahre 1967 als Ergebnis des Nation-Buildings unter der Regie Titos gegründet werden sollte, war zum damaligen Zeitpunkt als Unterscheidungsmerkmal nicht verfügbar.
Im Verlauf der Balkankriege 1912 und 1913 fand das makedonische (d. i. slawo-makedonische) Nationalbewusstsein mitsamt der Forderung nach einem unabhängigen Staat oder weitgehender Autonomie keine Berücksichtigung. Jedoch nahm ein Teil der Bevölkerung durch die Makedonisch-Adrianopeler Landwehr der bulgarischen Streitkräfte an den Kriegen teil und solidarisierte sich so mit der bulgarischen Seite. Im Ersten Weltkrieg besetzten bulgarische Truppen nach der Niederlage Serbiens 1915 das Gebiet der heutigen Republik Makedonien, bevor sie ihre Angriffe 1916 auf die heutige griechische Verwaltungsregion Westmakedonien ausweiteten und kurzfristig das Gebiet des heutigen Regionalbezirks Florina besetzten. In den Friedensverträgen nach dem Ersten Weltkrieg wurde die Aufteilung der geographischen Region Makedonien nach den Balkankriegen, trotz weitergehender Ansprüche aller Beteiligten, als Status quo bestätigt. Erneut fand ein (slawo-)makedonisches Nationalbewusstsein keine Berücksichtigung.
In der Zwischenkriegszeit bis zum Ausbruch des Zweiten Weltkrieges auf dem Balkan im April 1941 betrieben die Staaten, welche die geographische Region Makedonien unter sich aufgeteilt hatten, eine Assimilierungspolitik. In Vardar-Makedonien, das zum damaligen Zeitpunkt als Vardarska Banovina bekannt war, wurde die etwaige Existenz einer makedonischen (slawo-makedonischen) Ethnie durch den Begriff der „Süd-Serben“ verneint und zugleich die Assimilation vorangetrieben. In Ägäis-Makedonien, das seit 1913 zum griechischen Staatsgebiet gehörte, wurde eine nicht weniger assimilative Politik verfolgt. Umbenennungen von Ortschaften zu teils zuvor gebräuchlichen griechischen Namen (Edessa), teils zu vorher nicht existenten griechischen Namen (Ptolemaida) wurden nebst der Bezeichnung des slawischsprachigen Bevölkerungsteils als slawophone Griechen zur Verneinung einer ethnischen oder Minderheitenproblematik verwendet. Der kleine bulgarische Teil der geographischen Region Makedonien, Pirin-Makedonien, wurde als bulgarisch bezeichnet. Von einer (slawo-)makedonischen Nation war zu dieser Zeit von offizieller Seite nirgends die Rede. Vielmehr kursierten politische und Gebietsansprüche der verschiedenen Anrainer-Staaten teils aus wirtschaftlicher, teils aus ethnisch-nationaler Motivation heraus. Es überwog jedoch ein wirtschaftliches und geostrategisches Argument: Serbien benötigte einen Zugang zur Ägäis (Thessaloniki), Bulgarien ebenso; Griechenland wollte diesen Zugang nicht abgeben. Eine Auseinandersetzung mit den Belangen von Minderheiten oder der ethnischen Problematik überhaupt fand in keinem der Staaten statt. Nur konsequent war es daher, dass auch eine Absage an nationalistische oder bisweilen imperialistische Forderung nicht zu erwarten war. Bis zum Ausbruch des Zweiten Weltkrieges gab es keine Bestrebungen von staatlicher Seite zur Beförderung einer weitgehenden Autonomie oder eines unabhängigen Staates mit (slawo-)makedonischer Identität auf dem Boden von Vardar-Makedonien.
Der Ausbruch des Zweiten Weltkriegs auf dem Balkan, der auf den deutschen Angriff von Bulgarien aus auf Griechenland und Jugoslawien am 6. April 1941 zu datieren ist, veränderte die Situation deutlich. Bulgarien besetzte nach deutscher Erlaubnis Vardar-Makedonien. Einen Zugriff auf Ägäis-Makedonien bekam es nur in sehr geringem Umfange: Die Deutschen behielten sich die Besatzung der heutigen griechischen Verwaltungsregionen West- und Zentralmakedonien vor, einschließlich der Stadt Thessaloniki und eines Grenzstreifens zur Türkei, der auch den Hafen von Alexandroupolis umfasste. Die bulgarische Besatzungsmacht verfolgte eine Assimilierungspolitik im Sinne der Bulgarisierung.
Die Genese einer eigenständigen slawischen Nation auf dem Boden des einstigen Vardar-Makedoniens ist eng verbunden mit der Etablierung des zweiten sozialistischen und föderativen Jugoslawien nach dem Zweiten Weltkrieg. Der jugoslawische Kommunistenführer Tito förderte ab 1943 den aktiven Widerstand gegen das bulgarische Besatzungsregime unter dem Schlagwort eines slawo-makedonischen oder makedonischen Widerstands gegen die bulgarische Besatzung. Auf heute griechischem Territorium verhielten sich die zur slawo-makedonischen Minderheit zugehörigen Bewohner teils passiv, teils schlossen sie sich dem griechischen Widerstand an, teils (jedoch nur in der Minderzahl) kollaborierten sie mit den Besatzungstruppen der Achsenmächte. Mit dem deutschen Rückzug aus Griechenland und Jugoslawien im Oktober/November 1944 und dem gleichzeitigen Zusammenbruch der bulgarischen Besatzung in Vardar-Makedonien gewannen die Vertreter des slawo-makedonischen oder makedonischen Widerstands die Oberhand. Ein britischer Verbindungsoffizier beschrieb den (slawo-)makedonischen Widerstand wie folgt:

„Die makedonische Partisanen-Bewegung ist primär nationalistisch und sekundär kommunistisch. In ihrer Propaganda legen sie die Betonung die ganze Zeit auf eine makedonische nationale Unabhängigkeit.“

Konsequenterweise wurde 1946 die Region Vardar-Makedonien, entsprechend der bereits 1943 in Jajce geschlossenen Plänen der 2. AVNOJ-Konferenz Teilrepublik des jugoslawischen Bundesstaates als Sozialistische Republik Mazedonien (SR Makedonija). Vertreter der mazedonischen Kommunisten fehlten jedoch bei diesem Beschluss. Die slawischen Mazedonier wurden gleichzeitig als eigenständige Nation anerkannt. Im Rahmen dieser Anerkennung als Nation wurde eine Reform der mazedonischen Sprache in Auftrag gegeben. Diese wurde auf der Grundlage der vardar-makedonischen slawischen Dialekte standardisiert, durch einen Beschluss des AVNOJ zur Amtssprache Mazedoniens proklamiert und in der Folge zu einer voll funktionierenden, serbisch geprägten Standardsprache ausgebaut. Es folgte die erste standardisierte Grammatik der mazedonischen Literatursprache von Blaže Koneski.
Die Gründung einer autokephalen mazedonisch-orthodoxen Kirche erfolgte 1958, gegen den Widerstand der griechisch-orthodoxen und serbisch-orthodoxen Kirche. 1967 erkannte die russisch-orthodoxe Kirche die mazedonisch-orthodoxe Kirche als autokephal an.

### Die Region nach dem Zerfall Jugoslawiens (1990 bis heute)

#### Unabhängigkeit der Republik Mazedonien
Obwohl die Beziehungen zwischen Griechenland und der SFR Jugoslawien nicht die schlechtesten waren, herrschte in Griechenland mehrheitlich Gleichgültigkeit gegenüber dem nördlichen Nachbarn. Dies änderte sich, als bereits während des Zerfallsprozesses Jugoslawiens von slawisch-mazedonischen Nationalisten verstärkt Landkarten in Umlauf gebracht wurden, auf denen das zum griechischen Staatsgebiet gehörende Griechisch- oder Ägäis-Makedonien (Makedonia) und das bulgarische Pirin-Makedonien (Blagoewgrad), dem jugoslawischen oder Vardar-Makedonien (Süd-Serbien) zugeschlagen waren.
Mit dem Zerfall Jugoslawiens proklamierte die vormalige Teilrepublik Mazedonien am 19. November 1991 die Unabhängigkeit als Republik Mazedonien; 1993 erfolgte die Aufnahme in die Vereinten Nationen, auf Drängen Griechenlands als Ehemalige Jugoslawische Republik Mazedonien (engl. Former Yugoslav Republic of Macedonia).

#### Die Namensfrage
Griechenland verstand es als Provokation, dass Mazedonien bei seiner Unabhängigkeitserklärung 1991 eine Nationalflagge präsentierte, auf der der 1978 im nordgriechischen Vergina bei Ausgrabungen entdeckte Stern von Vergina zu sehen war. Griechenland fürchtete Bedrohungen der Integrität seines Territoriums, besonders nachdem Mazedonien sich in der Präambel seiner neuen Verfassung auf die Tradition der Republik von Kruševo berufen hatte, die einen einheitlichen Staat in den Grenzen des geographischen Makedonien vorsah. So verweigert Griechenland dem nördlichen Nachbarn auch die Verwendung des Namens Mazedonien, da es die Vereinnahmung und slawische Monopolisierung der makedonischen Geschichte befürchtet.
Athen antwortete auf diese Provokation sofort mit Schließung der Grenzübergänge und Boykott sowie Schließung des Hafens von Thessaloniki, über den die Republik Mazedonien 1991 80 % ihrer Importe abwickelte. Der Boykott, der Mazedonien in eine dramatische Wirtschaftskrise stürzte, wurde 1994 aufgehoben, nachdem sich die Regierung in Skopje bereit erklärt hatte, die Flagge zu ändern. Anschließend entwickelte sich die wirtschaftliche wie auch die politische Zusammenarbeit zwischen der Republik Mazedonien und Griechenland gut. Die Namensfrage blieb und bleibt bei politischen Diskussionen zumeist ausgeklammert.
Die beiden Staaten einigten sich 2018 im Abkommen von Prespa auf eine Lösung des Streits. Im Februar 2019 änderte die Republik Mazedonien entsprechend der Einigung ihren Namen auf Republik Nordmazedonien, nachdem beide Parlamente Ende Januar 2018 dem Abkommen zwischen den beiden Staaten zugestimmt hatten.

#### Ethnische Konflikte in der Republik Mazedonien (2000)
Ab 2000 wurde die Republik Mazedonien von heftigen Unruhen erschüttert. Vergleichbar dem regelrechten „Patchwork“ in ethnischer Hinsicht in anderen Teilen Makedoniens und dem Balkan brachen dort Konflikte, begrenzt auch mit Waffengewalt, zwischen der albanischen Minderheit und der mazedonischen Mehrheit aus. Auf mazedonischer Seite wurden auch unter dem Eindruck des unmittelbar in der Nachbarschaft aufgetretenen Kosovo-Konflikts von 1999 Befürchtungen vor einem Großalbanien unter Einschluss des Kosovo und nordwestlichen Teilen der Republik Mazedonien laut. Neben der numerisch recht starken albanischen Minderheit machte sich auch eine kleine serbische Minderheit bemerkbar. Die Nationalitätenkonflikte der historischen Region Makedonien hatten 2000 auch die Republik Mazedonien quasi „eingeholt.“ Durch Vermittlung der EU konnte das Rahmenabkommen von Ohrid am 13. August 2001 unterzeichnet werden. Durch dieses Abkommen und seine Umsetzung entschärften sich die ethnischen Gegensätze zwischen Albanern und Mazedoniern in der Republik Mazedonien merklich.

## Bevölkerung
In der Republik Nordmazedonien stellen die slawischen Mazedonier die Mehrheit der Bevölkerung. Daneben gibt es Minderheiten, Albaner, Serben und Türken.
Die griechische „geografische Region“ (geografikó diamérisma/γεωγραφικό διαμέρισμα) Makedonien ist administrativ in drei Verwaltungsregionen unterteilt, wobei die östliche auch Westthrakien umfasst. Im Gegensatz zu anderen Regionen hat diese eine starke Identität, die zum einen auf historischen Unterschieden beruht, zum anderen auch auf die Konkurrenz Thessaloniki-Athen zurückgeht. So werden Politikern aus dieser Region typisch „makedonische“ Eigenschaften zugesprochen.
Die Region ist in überwiegender Mehrheit griechisch-makedonisch bevölkert, wobei in den Zwanziger Jahren ein großer Teil der Pontos-Griechen die Stelle der ehemals nicht-griechischen Bevölkerung einnahm. Es existiert dort jedoch eine kleine slawomakedonische (oder auch slawophone) Minderheit, vor allem in den Präfekturen Kilkis und Florina. Deren Anteil an der Gesamtbevölkerung ist nicht gesichert, da der griechische Staat bei Volkszählungen keine Zahlen zur sprachlichen oder ethnischen Herkunft der Einwohner erhebt. Weiterhin existieren aromunische, meglenorumänische und armenische Bevölkerungsanteile, die jedoch weitgehend assimiliert sind und deren Sprachen heute als bedroht gelten.
Bulgarien hatte zwar die Republik Mazedonien als Staat sofort anerkannt, weigerte sich aber jahrelang, eine mazedonische Minderheit im eigenen Land und das Mazedonische als eigene Sprache anzuerkennen. Im Jahr 1999 legten die bulgarische und die mazedonische Regierung ihren jahrelangen linguistischen Streit bei, der die bilateralen Beziehungen schwer belastete. Bulgarien erkannte die Eigenständigkeit der mazedonischen Sprache und Minderheit erstmals offiziell an, Mazedonien entsagte im Gegenzug jeglicher Einflussnahme auf die slawisch-mazedonische Minderheit in dem bulgarischen Teil der Region.

## Makedonische Kultur
Makedonien ist kein eigenständiger Kulturraum. Vor allem ist das auf die verschiedenen Ethnien zurückzuführen, die jeweils ihre eigene Kulturen „leben“ und selbstständige Kulturräume bilden. Zudem spielt die Religion eine Rolle, da die Bevölkerung in Anhänger des orthodoxen Christentums und des Islams geteilt ist. Doch es gibt vielerorts eine Art Kultursynthese, durch die die Kulturen sich zum Teil vermischt oder gegenseitig beeinflusst haben.

### Musik
Die reiche Volksmusik Makedoniens zeigt Einflüsse Bulgariens, Serbiens und der Türkei (im Südosten) sowie Griechenlands (im Süden). Die Roma-Musik war stets ein wesentlicher Bestandteil der makedonischen Musik. International bekannt wurden die Roma-Sängerin Esma Redžepova und Marem Aliev, der heute in der Schweiz lebt, mit seinem Aliev Bleh Orkestar.